# Schloss Grimma

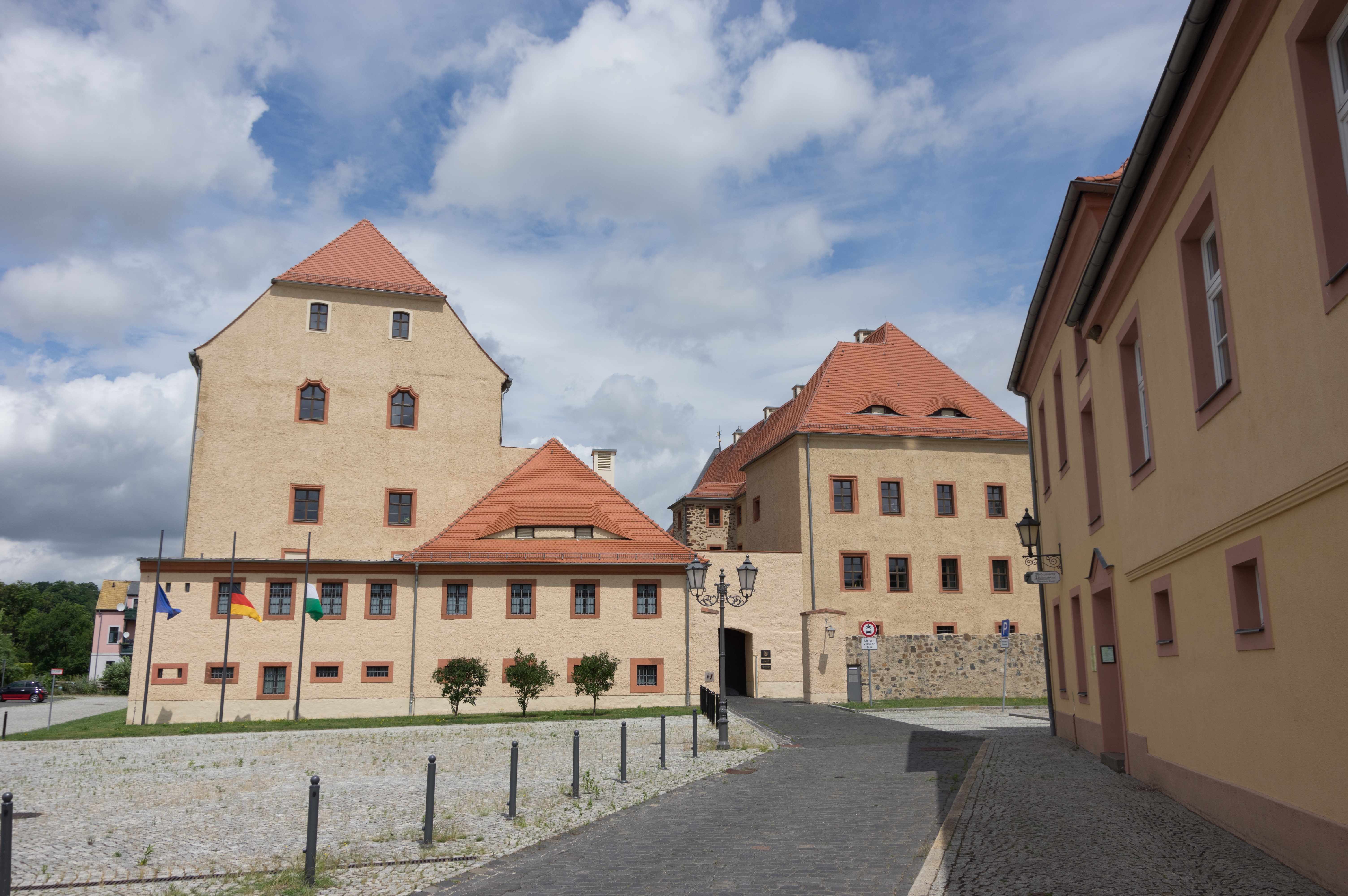
Gebäude des Amtsgerichts Grimma in der Klosterstr. 9 (Schloss Grimma)

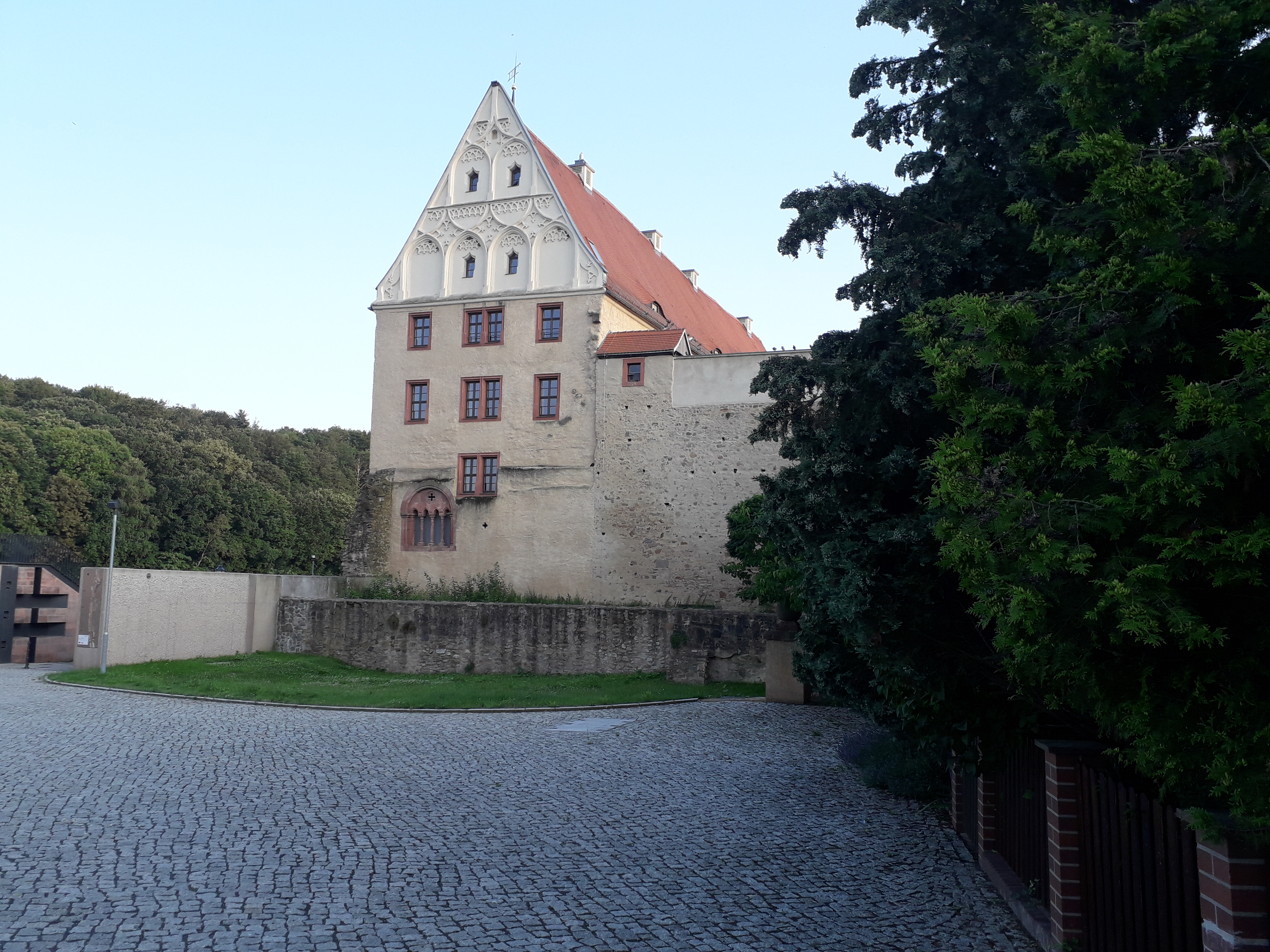
Fassade des Amtsgerichts (Schloss Grimma)

Das Schloss Grimma ist ein Schloss in Grimma in Sachsen.

## Bau
Das Schloss Grimma an der Mulde unweit der Pöppelmannbrücke in Grimma in der Klosterstraße 9 hat seinen Ursprung im 13. Jahrhundert. Die 1218 erstmals erwähnte Kapelle bildet den ältesten Teil der Anlage. Der Innenhof ist zu begehen. Grimma erhielt 1220 Stadtrecht. Dort befand sich um 1200 eine Wasserburg der Markgrafen von Meißen zum Schutz der Kaufmannssiedlung an einem Übergang der Mulde. Ihre erhaltene Grundstruktur reicht in das 14. Jahrhundert. Östlich steht ein Palas, der Bauelemente verschiedener Epochen aufweist. Im Westen diesem gegenüber befinden sich das einstige Kornhaus und Reste des einstigen Bergfriedes. Der Turm wurde bereits im 18. Jahrhundert wegen Baufälligkeit abgetragen. Im Norden schließt eine Schildmauer die Anlage ab, während nach Süden hin das Gebäude der einstigen Fronveste steht.

## Geschichte
Anfang des 15. Jahrhunderts wurde das Schloss Nebenresidenz der Wettiner. Albrecht der Beherzte, Stammvater der albertinischen Linie sächsischer Landesfürsten, sah Grimma als seine Heimat an und Friedrich der Weise erhielt hier seine Bildung. (Unweit hiervon befindet sich die Fürstenschule St. Augustin.) Im Schloss wurden seit 1440 mehrere Landtage gehalten. Auf dem Landtag von 1458 stiftete Kurfürst Friedrich der Sanftmütige die Leipziger Neujahrsmesse. Ebenso verhandelten 1511–1546 im Schloss Abgeordnete der beiden sächsischen Linien, also die der Albertiner und Ernestiner; durch den „Grimmaischen Machtspruch“ wurden vierzigjährige Streitigkeiten über Münz- und Bergsachen beigelegt. (Siehe auch „Sächsische Münztrennung“.) Auch Martin Luther weilte im Schloss. So nahm er am 26. Mai 1539 Quartier auf der Rückfahrt von der Leipziger Pfingstmesse.
Heute befinden sich im Schloss das Amtsgericht Grimma und die Außenstelle der Staatsanwaltschaft Leipzig.
Das Ensemble steht auf der Liste der Kulturdenkmale in Grimma. Zuständig für die Denkmalpflege ist die Stiftung Staatliche Schlösser, Burgen und Gärten Sachsen. Es ist von Hochwasser nicht verschont geblieben und wurde 2013 restauriert.